# Orophia denisella
Orophia denisella är en fjärilsart som beskrevs av Denis och Ignaz Schiffermüller 1775. Orophia denisella ingår i släktet Orophia och familjen praktmalar, (Oecophoridae). Inga underarter finns listade i Catalogue of Life.